# Kenār Marg
Kenār Marg (persiska: کنارمرگ, Kenār Merreg) är en ort i Iran.   Den ligger i provinsen Kermanshah, i den västra delen av landet, 400 km väster om huvudstaden Teheran. Kenār Marg ligger 1 432 meter över havet och antalet invånare är 169.
Terrängen runt Kenār Marg är varierad.Runt Kenār Marg är det ganska tätbefolkat, med 185 invånare per kvadratkilometer. Närmaste större samhälle är Kermānshāh, 19,0 km norr om Kenār Marg. Omgivningarna runt Kenār Marg är i huvudsak ett öppet busklandskap.